# Gmina Góra
Gmina Góra je polská městsko-vesnická gmina v okrese Góra v Dolnoslezském vojvodství. Sídlem gminy je město Góra. V roce 2010 zde žilo 20 726 obyvatel.
Gmina má rozlohu 268,74 km², zabírá 36,41% rozlohy okresu. Skládá se z 35 starostenství.

## Starostenství
Borszyn Mały, Borszyn Wielki, Bronów, Brzeżany, Chróścina, Czernina, Czernina Dolna, Czernina Górna, Glinka, Gola Górowska, Grabowno, Jastrzębia, Kłoda Górowska, Kruszyniec, Ligota, Łagiszyn, Nowa Wioska, Osetno, Osetno Małe, Polanowo, Radosław, Rogów Górowski, Ryczeń, Sławęcice, Stara Góra, Strumienna, Strumyk, Sułków, Szedziec, Ślubów, Wierzowice Małe, Wierzowice Wielkie, Witoszyce, Włodków Dolny, Zawieścice.